# Ka Mate

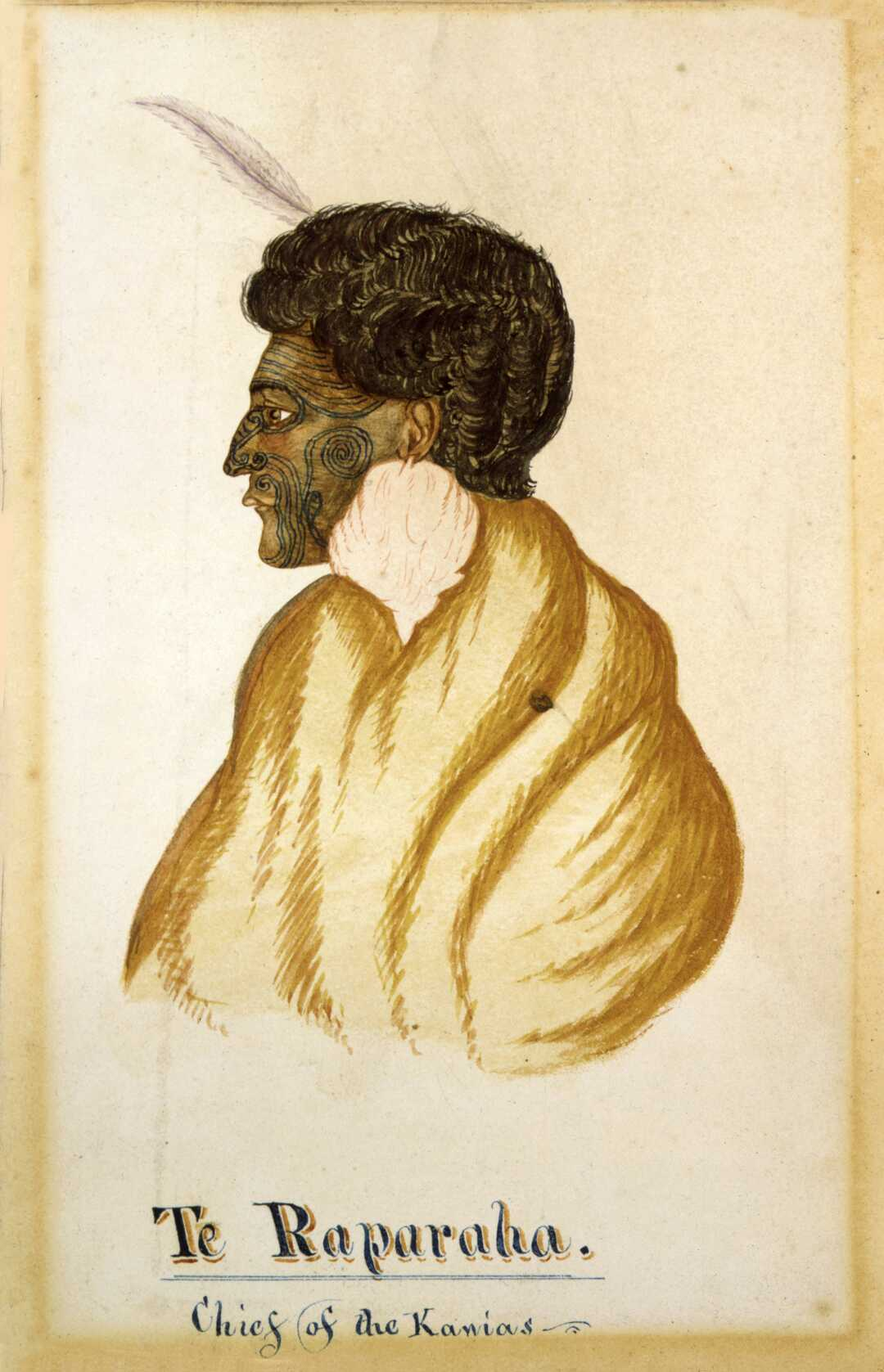
Te Rauparaha, Thủ lĩnh tộc Ngāti Toa, năm 1840

"Ka Mate" là một điệu haka (nghi thức trước khi xung trận) của người Māori được sáng tạo bởi Te Rauparaha, một thủ lĩnh của bộ tộc Ngāti Toa tại Đảo Bắc của New Zealand.

## Hình thức
Te Rauparaha sáng tạo ra "Ka Mate" vào khoảng năm 1820 như là một lễ ca tụng cho sự sống thay vì cái chết sau khi ông ta may mắn thoát khỏi một cuộc truy đuổi của quân địch đến từ bộ lạc Ngāti Maniapoto và Waikato. Ông lúc đó đã trốn kẻ thù trong một hầm đựng thức ăn, khi ra khỏi khu hầm, ông đã gặp một vị trưởng làng rất thân thiện có tên là Te Whareangi ("người đàn ông lông lá").

Điệu haka sáng tác bởi Te Rauparaha bắt đầu với một đoạn như sau:
Kikiki kakaka kauana!

Kei waniwania taku tara

Kei tarawahia, kei te rua i te kerokero!

He pounga rahui te uira ka rarapa;

Ketekete kau ana to peru kairiri

Mau au e koro e – Hi! Ha!

Ka wehi au ka matakana,

Ko wai te tangata kia rere ure?

Tirohanga ngā rua rerarera

Ngā rua kuri kakanui i raro! Aha ha!
Sau đó đến với phần chính của điệu haka, người thực hiện sẽ hô to:
| Ka mate, ka mate! ka ora! ka ora! Ka mate! ka mate! ka ora! ka ora! Tēnei te tangata pūhuruhuru Nāna nei i tiki mai whakawhiti te rā Ā, upane! ka upane! Ā, upane, ka upane, whiti te ra! | Đây là cái chết! Đây là cái chết! (hoặc: Tôi có thể chết) Đây là cuộc sống! Đây là cuộc sống! (hoặc: Tôi có thể sống) Đây là cái chết! Đây là cái chết! Đây là cuộc sống! Đây là cuộc sống! Đây là người đàn ông lông lá Ngươi mang đến mặt trời và tỏa ra ánh nắng Một bước tiến lên, một bước tiến lên nữa! Một bước tiến lên, một mặt trời tỏa nắng nữa! |
| | |

## Sử dụng trong môn bóng bầu dục

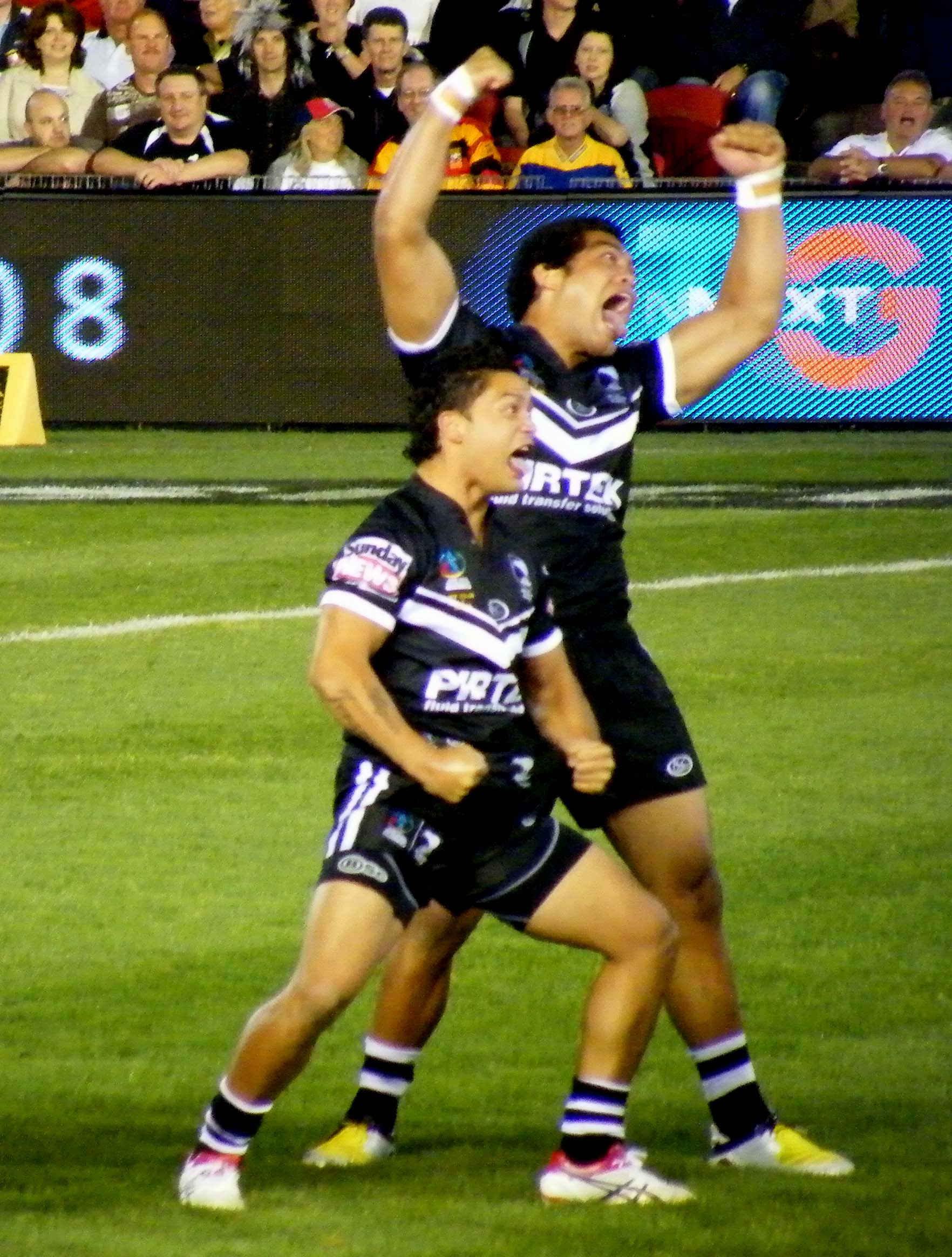
Isaac Luke và Adam Blair của Đội tuyển rugby league Quốc gia New Zealand biểu diễn "Ka Mate"

Vũ điệu haka "Ka Mate" được biết đến rộng rãi tại New Zealand và nhiều nơi khác bởi nó đã được thực hiện như một điệu nhảy truyền thống bởi đội bóng bầu dục như All Blacks - Đội bóng rugby union quốc gia New Zealand, cùng với đó là Kiwis - Đội tuyển rugby league Quốc gia New Zealand. Kể từ năm 2005 đội bóng All Blacks bắt đầu thường xuyện biểu diễn một điệu nhảy xung trận khác có tên là Kapa o Pango. Kể từ khi điệu haka "Kapa o Pango" được giới thiệu, chuỗi trận đấu dài nhất của All Blacks được bắt đầu bằng điệu haka "Ka Mate" là 9, diễn ra trong khoảng thời gian từ 22 tháng 8 năm 2009 đến 12 tháng 6 năm 2010.

## Quyền sở hữu
Trong khoảng thời gian từ năm 1998 đến 2006, Tộc Ngati Toa đã cố gắng để đăng ký thương hiệu cho "Ka Mate" để ngăn chặn những tổ chức thương mại sử dụng điệu haka này mà chưa có sự cho phép của họ. Năm 2006, Tổ chức Quyền sở hữu Trí tuệ New Zealand đã từ chối quyền sở hữu điệu haka "Ka Mate" cho bộ tộc này bởi điệu nhảy này đã được biết đến rộng rãi tại New Zealand và trên thế giới, vũ điệu này cũng chỉ được sử dụng để truyền tải văn hóa của đất nước New Zealand nên sẽ không có tác dụng gì cho mục đích thương mại. Đến tháng 3 năm 2011, Hiệp hội Bóng bầu dục New Zealand cũng đã có một bản giao kèo thân tình với người Iwi rằng họ sẽ không để xảy ra tình trạng điệu nhảy xung trận của họ bị mang tiếng xấu trong tương lai.
Năm 2009, để giải quyết tình trạng bất bình lan rộng về vấn đề này, Chính phủ New Zealand đã đồng ý:
"...Ghi nhận quyền tác giả và tầm ảnh hưởng của tộc Ngāti Toa đối với điệu nhảy Ka Mate và... sẽ làm việc với tộc Ngāti Toa để giải quyết những mối quan ngại của họ đối với điệu haka này... [nhưng] không mong đợi rằng việc này sẽ mang đến tiền bản quyền cho việc sử dụng Ka Mate và cũng không cho phép tộc Ngāti Toa quyền cấm đoán mọi người thực hiện điệu nhảy Ka Mate....".